# ISR Racing
ISR (Igor Salaquarda Racing) Racing es una escudería de automovilismo de la República Checa, creada en 1993 por Igor Salaquarda, padre del piloto Filip Salaquarda, el cual ha corrido casi toda su trayectoria deportiva, en esta escudería. La misma se encuentra actualmente compitiendo en la Fórmula Master Internacional, World Series by Renault y también en carreras de coches deportivos.

## Historia
La empresa fue creada para desarrollar la Copa Peugeot 306 de carreras de la Copa Peugeot.
Más tarde, en 1996, ISR empezó a correr en el Super Touring con Audi 80 quattro y el checo Josef Venc. El equipo ganó el título de pilotos en la Supercopa de Europa Central-Touring Championship en 1998 y 1999.
En 1999, el ISR comenzó a construir un taller de 500 m² para la preparación de las carreras de coches. En 2001, el equipo preparó los coches para el Campeonato FIA GT con Tomáš Enge, Justin Wilson y Charouz Antonín. Charouz también ganó el Campeonato Checo GT con un Porsche 911 GT3.
Al año siguiente, ISR empezó a correr en la Fórmula 3000. El equipo también compitió en la Fórmula BMW ADAC en 2003, y la Recaro Formule 3 de taza en 2004. En 2005 ISR participó en la Fórmula 3 Euroseries con Filip Salaquarda pero no pudo terminar ninguna carrera en una posición de puntos. En 2007, el ISR corrió en la nueva serie de la Fórmula Master Internacional. ISR se hizo cargo de la entrada del equipo RC Motorsport para la Temporada 2010 de World Series by Renault donde quedaron subcampeones con los pilotos Esteban Guerrieri, Filip Salaquarda y Alexander Rossi, que sólo disputó una carrera. En la temporada 2011, logran terminar terceros en el campeonato de escuderías, en parte gracias a la buena actuación de Daniel Ricciardo